# Cumbia Villera
Die Cumbia Villera ist ein neueres Untergenre des traditionellen kolumbianischen Musikstils Cumbia, das in Argentinien Ende der 1990er Jahre entstand. Der Name kommt von der in Argentinien verbreitete Bezeichnung für Elendsviertel, Villa Miseria, bedeutet also auf Deutsch Slum-Cumbia.
Der Stil wurde von Pablo Lescano und seiner Band Flor de Piedra 1999 begründet und erweitert den traditionellen Cumbia-Rhythmus um elektronische Sounds sowie monotone, technoid anmutende Riffs. Ein weiteres Merkmal sind die Texte, die von Sex, Drogen und Kriminalität im Milieu der Elendsviertel handeln, im Unterschied zum Hip-Hop und dem brasilianischen Funk jedoch nie gewaltverherrlichend, sondern eher humorvoll gehalten sind.
Die Cumbia Villera war um die Jahrtausendwende zusammen mit dem Cuarteto die erfolgreichste Popmusik-Spielform Argentiniens, sie wurde schnell auch in den Nachbarländern beliebt.

## Geschichte
Die Cumbia-Musik kommt ursprünglich aus Kolumbien, wurde aber seit den 1970er Jahren auch in Argentinien besonders bei der Arbeiterklasse und den Bewohnern der Slums, der Villas Miserias, populär. In den Großstädten entstanden die sogenannten Bailantas, eine Art Diskotheken, in denen ausschließlich Cumbia-Musik gespielt wurde. In den 1990er Jahren schwappte die Cumbia-Welle auch auf die Jugend der Mittel- und Oberschicht über, es entstanden zahlreiche Bands, deren Musikstil als Cumbia Romántica bezeichnet wird.
Die Cumbia Villera entstand als Gegenreaktion auf diese bald sehr kommerzialisierte Bewegung. Der Keyboarder Pablo Lescano von der Band Amar Azul, die der Cumbia Romántica-Bewegung zuzuschreiben ist, kam 1999 auf die Idee, eine Cumbia-Band zu gründen, die explizit vom Leben der Unterschicht und nicht nur von romantischen Themen handeln sollte. Das Ergebnis seiner Überlegungen war die Band Flor de Piedra, die sich schnell darauf zu einer der erfolgreichsten argentinischen Cumbia-Bands entwickelte. Pablo Lescano nannte seine Musik Cumbia Cabeza. Cabeza – span. für Kopf – ist dabei ein umgangssprachlicher argentinischer Begriff, der etwa Kerl bedeutet und vor allem in der Unterschicht verbreitet ist.
Bereits das Debütalbum von Flor de Piedra konnte in die argentinischen Charts einsteigen, und die Musikindustrie nutzte die Bewegung bald darauf für eigene Zwecke aus. So bestanden die meisten Bands, die auf die Welle von Flor de Piedra aufsprangen, aus professionellen Vertragsmusikern oder wurden auf Castings zusammengestellt. Die Bezeichnung Cumbia Villera rührt vom Titel des Debütalbums der Band Yerba Brava, Cumbia Villera her, die ursprünglich aus dem „romantischen“ Lager stammte, 1999 jedoch den Stil von Flor de Piedra nachahmte. Der Musikstil verbreitete sich rasch auch in anderen lateinamerikanischen Ländern und machte dort den klassischen Musikstilen wie Salsa oder Merengue ernste Konkurrenz.
2003 wurde auf Grund einer neuen Richtlinie der argentinischen Rundfunkbehörde COMFER als direkte Reaktion auf die Cumbia-Villera-Welle die Ausstrahlung von Musik in Radio und Fernsehen verboten, deren Texte sich verherrlichend oder unkritisch mit dem Drogenkonsum befassten. Dies führte nach kurzer Zeit zu einem starken Rückgang der Verkaufszahlen des Musikgenres. Als Reaktion auf die Richtlinie entstand eine sanftere Variante der Cumbia Villera rund um Gruppen wie La Base, Néstor en Bloque und Agrupación Marilyn, die zwar auf der minimalistischen Soundstruktur der Cumbia Villera basiert, deren Texte jedoch nicht von Gewalt und Drogenkonsum, sondern vom Feiern und von der Liebe handeln. Diese Bewegung wird manchmal Cumbia Villera Light, manchmal auch Cumbia Base genannt.
Ab 2005 kam es parallel zur traditionellen Cumbia-Villera-Szene zu einer Welle von Mashup-artigen Mischungen des Stils mit Reggaeton und Hip-Hop. Protagonisten dieses Phänomens, das im Underground von Buenos Aires entstand, sind die DJs Villa Diamante, Daleduro und Oro 11. In Europa, speziell in Estland, entwickelte und verbreitete der sich selbst als „Opfer der Globalisierung“ bezeichnende ElMayonesa neue Cumbia Fusionen.

## Musik
Die Cumbia Villera verarbeitet Elemente des Techno, des Trance und des Electro Pops, oft auch von Reggae und Dancehall. Das musikalische Muster ist bei vielen Songs ähnlich gestrickt. Ein stampfender 4-4 Takt mit etwa 80–95 bpm und einer Conga auf der unbetonten Zählzeit bildet die Basis. Überlagert ist dieser von vielen Percussion-Instrumenten, insbesondere diverser Rasselarten wie Maracas und Cabasas, so dass der Rhythmus im Endeffekt sehr funky daherkommt, und einer sich oft wiederholenden Melodie, die von echoartigen Synthesizer-Riffs untermalt wird. Manchmal werden alle Sounds elektronisch hergestellt, meistens sind aber auch „echte“ Instrumente, wie zum Beispiel das Akkordeon, die Gitarre oder diverse Trommeln beteiligt. Ähnlich wie im Hip-Hop ist ein entscheidendes Kriterium, dass der Sound fett klingt.

### Wichtige musikalische Merkmale der Cumbia Villera
- kurze, prägnante, sich wiederholende Synthesizer-Riffs
- Einsatz von sphärischen Pads als Untermalung
- Häufiger Gebrauch von gleitenden Tonhöhenwechseln bei den Keyboard-Sounds (Pitch Bend)
- Häufiger Einsatz des Wah Wah-Effekts bei der Gitarre
- Häufiger Einsatz von „billig“ klingenden Keyboard-Sounds

### Grundrhythmus
```
Zählzeit:   1 - - - 2 - - - 3 - - - 4 - - -
Kick:       + - - - + - - - + - - - + - + +
Conga:      - - + - - - + - - - + - - - + -
Maracas:    + - - + + - - + + - - + + - - +
```

### Tanz
Im Allgemeinen ist die Cumbia Villera zur Tanzmusik zu zählen. Getanzt wird hierbei, wie bei der klassischen Cumbia, im Paar. Der Basisschritt basiert dabei auf einer Wippbewegung des Fußes. Auch gibt es zu einzelnen Liedern bestimmte Tanzschritte, die im Fernsehen gezeigt werden und in den Discotheken allseits bekannt sind.

## Texte und Bedeutung
Wegen ihres Ursprungs im Milieu der Slums und des Inhalts der Texte wird die Cumbia Villera auch mit der Gangsta-Rap-Bewegung aus den Ghettos der USA verglichen.
Die Cumbia-Villera-Gruppen machen den ärmlichen Lebensstil in den Slums zum Hauptthema in ihren Texten. Sie stellen ihn als ehrenvoll und lebenswert dar. Die Bewohner der Villas fühlen sich so in ihrem Selbstwertgefühl gestärkt und sehen die Cumbieros als Idole an.
Ein weiteres Thema ist der Rassismus, unter dem die Negros, wie die Bewohner der Armenviertel von der Oberschicht genannt werden (ob sie dunkelhäutig sind oder nicht) zu leiden haben, wird in den Liedern angeprangert. Außerdem werden in den Texten Politiker und vor allem die Polizei kritisiert, die als gewalttätig und rassistisch beschrieben wird. Oft geht es auch um Sex und Drogenkriminalität und um das harte, aber auch oft unterhaltsame Alltagsleben in den Slums, was z. B. in zahlreichen Texten zum Ausdruck kommt, in denen beschrieben wird, wie eine Gruppe von Negros am Straßenrand gemütlich Wein oder Bier trinken. Auch die Fußball-Fankultur wird in zahlreichen Texten thematisiert.
Einige Kritiker sagten der Cumbia Villera in ihrer Anfangszeit „Volksverdummung“ nach und warnten vor den gesellschaftlichen Folgen aufgrund der Texte. Sie kritisierten die Tatsache, dass in den Texten der „schlechte Lebensstil“ in den Slums als Ideal hingestellt wird, aber auch den frauenfeindlichen Grundton einiger Songs, in denen Frauen als reine Sexobjekte beschrieben werden. In einigen, von rechtsgerichteten Bürgermeistern regierten Städten Argentiniens gab es wegen dieser Kritikpunkte Auftrittsverbote für Cumbia-Villera-Bands. Ausschlaggebend für das Ausstrahlungsverbot in Hörfunk und Fernsehen war jedoch die unkritische Beschreibung des Drogenkonsums, die als apología a la droga in Argentinien generell als Ordnungswidrigkeit gilt.
Die Texte der Cumbia Villera enthalten viele Slangausdrücke, die aus den Slums und teilweise auch aus dem kriminellen Milieu stammen. Beispiele dafür sind chorro oder rocho (Dieb, siehe auch Vesre), fierro (Waffe), vitamina (Kokain), pasta (Ecstasy), botón („Bulle“, Verräter) und yuta (Polizei, „Bullen“).

## Cumbia-Villera-Mode
Das Erscheinen der Cumbia Villera war begleitet von einer Modeerscheinung, die der Mode der Hip-Hop-Bewegung ähnelt. Weite Hosen, teure Turnschuhe, Sweatshirts mit Kapuzen und Baseballkappen bestimmten die Mode bei den Jungen und Männern, während die Frauen zum Ausgehen kurze Miniröcke und bunte Tops, tagsüber aber auch Surf-Shorts und weite Jeans trugen.
Diese Modeerscheinung ist heute in den Slums weitgehend zur Standardmode avanciert. Besonders verbreitet ist sie bei den Kleinkriminellen, den sogenannten chorros.

## Charakteristische Songs
- Damas Gratis – Quiero Vitamina
- Yerba Brava – Pibe Cantina
- Guachin – La Danza del Tablón
- Los Pibes Chorros – La Colorada
- La Base – Sabrosón (Beispiel für Cumbia Villera Light)

## Wichtige Bands
- Damas Gratis
- Los Pibes Chorros
- El Indio
- Guachin
- La Base
- Yerba Brava
- $ipaganBoy
- Mala Fama
- La Piba
- Jimmy y su Combo Negro
- Amar y Yo
- Flor de Piedra
- Dany y la Roka
- Canto Negro
- Supermerka2
- Una de Kal
- Piola Vago
- La Banda de Lechuga
- Tito y la Liga
- El Mc Caco
- El Judas
- El Dipy